# Alfred Halm
Alfred Halm, pseudònim H. Fredall (* 9 de desembre 1861 a Viena; † 5 de febrer 1951 a Berlín, en realitat Alfred Hahn) va ser un actor, director de teatre, guionista i director de cinema alemany.

## Biografia
Va començar la seva carrera com a actor en escenaris, entre d'altres, a Hanau, Gießen, Barmen i Elberfeld i al Flora Theatre de Zuric. A principis de la dècada de 1890 va arribar a Berlín i va ser emprat en el personatge d'heroi juvenil i amant.
Al Lobe-Theater de Breslau no sols va obtenir la seva primera experiència com a director, sinó que també va arribar a ser codirector del teatre d'estiu. El 1906 va assumir la direcció del Theater am Nollendorfplatz de Berlín. Va dirigir aquest teatre fins que va fer fallida el 1912. Les seves produccions sovint se centraven en el seu amic actor Josef Kainz.
L'any 1913 va passar al cinema, on va dirigir una varietat de material i normalment també va contribuir al guió. El 1915 va fundar Teddy Film GmbH amb Ernst Gotthelft i Paul Heidemann. Els seus èxits cinematogràfics posteriors van incloure l'adaptació cinematogràfica de Gerhart Hauptmann Rose Bernd amb Henny Porten i Emil Jannings en els papers principals. Després de 1926, Halm es va limitar a escriure guions, més tard va escriure obres de teatre i va treballar com a traductor; Després de la presa del poder pels nacionalsocialistes l'any 1933, l'aconfessional Alfred Halm ja no va rebre cap encàrrec a causa dels seus orígens jueus.
Durant la Segona Guerra Mundial va ser deportat amb la seva segona dona al gueto de Theresienstadt. Tots dos van sobreviure al gueto i van tornar a Berlín després de l'alliberament. Va morir d'arteriosclerosi el 1951 a l'Hospital Behring del districte de Zehlendorf. Va viure per última vegada a Spanish Allee 166.

## Família
El 1901 es va casar a Charlottenburg amb la filla del comerciant Minnie Landes (1873–1919) de Nova York. Evan tenir dos fills fills Harry i Evelyn. Harry es va convertir en actor i Evelyn en escriptora.
Després de la mort de la seva dona, es va casar amb la filla del comerciant de 29 anys Fabienne Heymann a Berlín-Schöneberg el 1920.

## Filmografia (com a director i/o guionista)
| - 1914: Ihr Unteroffizier - 1914: Vater und Sohn - 1915: Amor im Quartier - 1915: Die kleine Heldin (només director) - 1915: Der Majoratserbe (només director) - 1915: Teddys Geburtstagsgeschenk (director, producció) - 1915: Teddys Frühlingsfahrt (director, producció) - 1916: Teddy züchtet Notkartoffeln (director, producció) - 1916: Die Bettlerin von St. Marien - 1916: Teddy und die Hutmacherin (director, producció) - 1916: Teddy’s Badeabenteuer (director, producció) - 1917: Das Doppelgesicht (director) - 1917: Der Ring der Giuditta Foscari - 1917: Die Krone von Kerkyra (només guió) - 1917: Das Glück der schönen Creszenz - 1917: Er muß sie haben - 1917: Das schwindende Herz - 1917: Das verlorene Paradies (participació incerta) - 1917: Das Geschlecht der Schelme, 1. Teil - 1917: Das Edelfräulein - 1918: Die Serenyi - 1918: Die Rose von Dschiandur - 1918: Am anderen Ufer com a H.Fredal - 1918: Am Scheidewege (només director) com a H.Fredal - 1918: Frau Marias Erlebnis - 1918: Halkas Gelöbnis - 1918: Eine junge Dame von Welt - 1918: Die Dreizehn (només director) - 1918: Jadwiga (només guió) - 1918: Das Frühlingslied - 1918: Die Nonne und der Harlekin - 1919: Das Werkzeug des Cosimo - 1919: Rose Bernd - 1919: Die Tochter des Mehemed - 1919: Margarete. Die Geschichte einer Gefallenen (només guió) - 1919: Pogrom - 1919: Die Sühne der Martha Marx - 1919: Die Fahrt ins Blaue (només guió) - 1919: Eugen Onegin - 1919: Der goldene Klub - 1919: Lucas, Kapitel 15 - 1919: Die kleine Staszewska | - 1919: Die Peruanerin - 1920: Der galante König – August der Starke - 1920: Die goldene Krone - 1920: Die letzten Kolczaks (només director) - 1920: Die Marchesa d’Armiani - 1921: Aus dem Schwarzbuch eines Polizeikommissars, 2. Teil - 1921: Das zweite Leben - 1921: Die kleine Dagmar - 1921: Der Schwur des Peter Hergatz - 1922: Die Dame und der Landstreicher - 1922: Marquise von Pompadour - 1922: Das Weib auf dem Panther (només director) - 1923: Freund Ripp (només director) - 1923: Ţigăncuşa de la iatac - 1923: S.O.S. Die Insel der Tränen (només actor) - 1924: Auf Befehl der Pompadour (només guió) - 1925: Finale der Liebe (només guió) - 1925: Der Mann auf dem Kometen - 1926: Familie Schimek - 1926: Försterchristl (només guió) - 1926: Im weißen Rößl (només guió) - 1926: Als ich wiederkam (només guió) - 1926: Wien, wie es weint und lacht (només guió) - 1926: Vater werden ist nicht schwer - 1926: Der Mann seiner Frau (només guió) - 1927: Was die Kinder ihren Eltern verschweigen - 1927: Wie heirate ich meinen Chef? (només guió) - 1927: Das Fräulein von Kasse 12 (només guió) - 1928: Die schönste Frau von Paris (només guió) - 1928: Villa Falconieri (només guió) - 1928: Das Girl von der Revue (Idee) - 1929: Wer wird denn weinen, wenn man auseinandergeht (només guió) - 1929: Liebe im Schnee (només guió) - 1930: Dolly macht Karriere (només guió) - 1930: Das Mädel aus U.S.A. (Idee) - 1932: Kreuzer Emden (només guió) - 1932: Kaiserwalzer (només guió) - 1933: Es war einmal ein Musikus (només guió) |